# Louis-Alexandre Romagnesi
Pour les articles homonymes, voir Romagnesi.
Louis-Alexandre Romagnesi est un peintre, sculpteur et lithographe français né en 1776 et mort le 9 août 1852 à Neuilly-sur-Seine.
Il ne doit pas être confondu avec le compositeur Michel-Antoine Romagnesi. 

## Biographie
Louis-Alexandre, appelé à tort « Michel-Joseph-Antoine », est le fils du militaire François-Michel Romagnesi (1745-1819), qui connaît, sous le Premier Empire, une carrière d'officier, en devenant secrétaire du surintendant de la maison de l'Empereur, et en participant à la campagne d'Austerlitz. Frère cadet du peintre Michel Romagnesi (1731-1812), François-Michel, qui se déclare marchand-pelletier, a par ailleurs trois autres fils, dont Pierre-Narcisse, né le 7 novembre 1796 à Orléans, dessinateur et lithographe, né d'un second mariage ; Johann Julius Heinsius a fait le portrait de cette seconde épouse,.
Louis-Alexandre Romagnesi entre à l'École des beaux-arts de Paris le 8 octobre 1797 en classe de peinture, puis devient l'élève de Pierre Cartellier. Il ne se tourne vers la sculpture que plus tard. Il habite au 99, rue du Temple à Paris. 
En 1802, il épouse sa cousine, Henriette Romagnesi, sœur du compositeur Antoine Romagnesi. 
Il expose au Salon de Paris pour la première fois en 1808, une Statue pour la paix ; il réside alors au 8, rue du Pont-de-Lodi. Il expose ensuite régulièrement au Salon jusqu'en 1831.
Les deux frères artistes Romagnesi, après la chute de l'Empire, seraient devenus des royalistes convaincus, Louis-Alexandre étant même qualifié de « statuaire des rois ». Ils sont très liés à l'Orléanais où réside leur père. Louis-Alexandre travaille en lien avec l'architecte François-Narcisse Pagot sur des projets de sculptures décoratives.
En 1832, il est victime du choléra; sa santé s'en ressent et explique sa disparition anticipée.
Vers 1838, on a trace d'une entreprise parisienne au nom de Louis-Alexandre, située 12 bis, rue de Paradis-Poissonnière, spécialisée dans la sculpture, la figure et l'ornement. 
On lui devrait l'invention du « carton-pierre », un matériau servant à faire des ornements de moulures ou décors de plafonds, constitué d’un mélange de papier de soie bouillie, de colle de peau versée à chaud et de craie ayant, avant séchage, la consistance d’une pâte homogène, invention qu'il présente à l'Exposition des produits de l'industrie française en 1823 (médaille de bronze) et de 1827 (médaille d'argent)[réf. nécessaire].
Il meurt le 9 août 1852 à Paris, quartier des Ternes. Son acte de décès est établi à Neuilly le même jour, et il a été inhumé le 10 août 1852 au cimetière Montmartre, 2e division ; ses cendres ont été transférées à l'ossuaire du Père-Lachaise le 15 mars 1979.

## Œuvre

### Sculpture

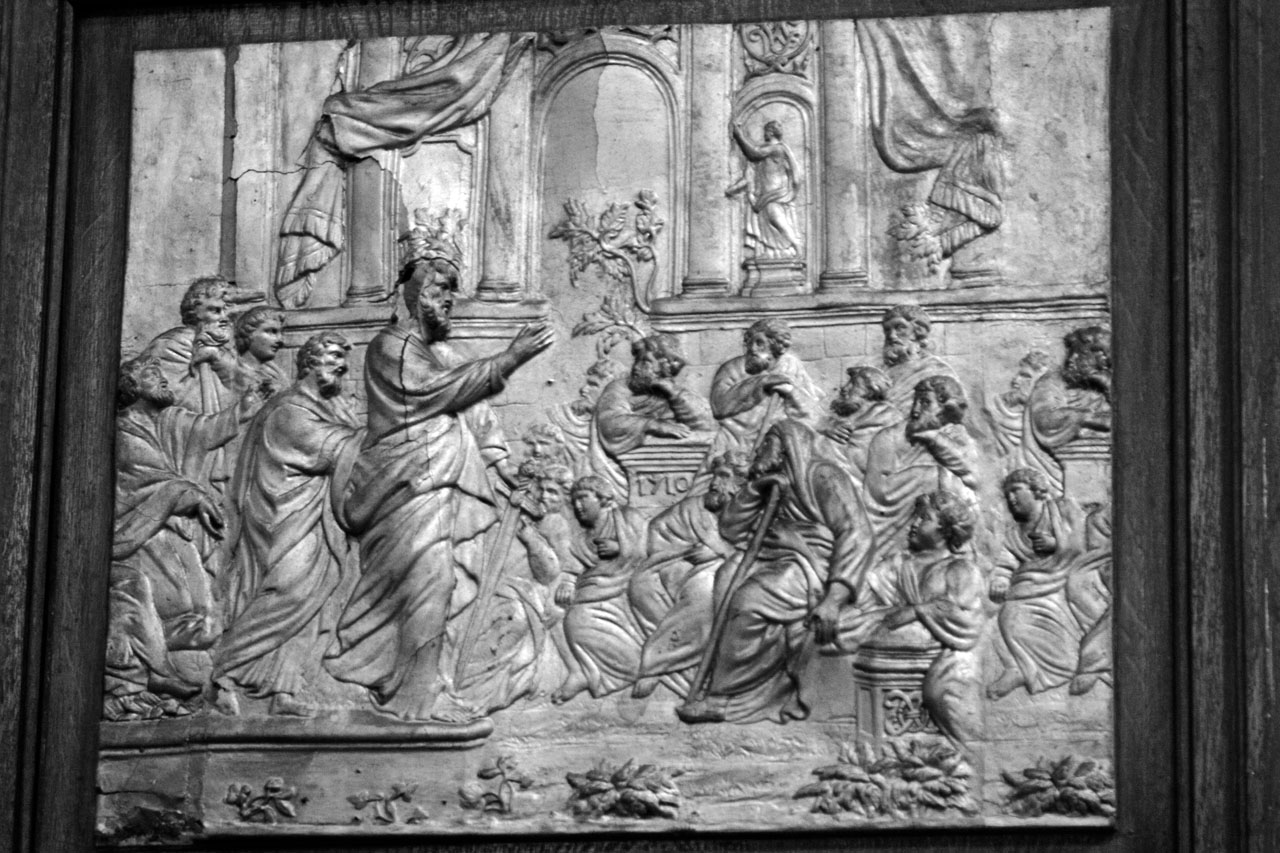
Saint Paul prêchant à Athènes, bas-relief, Paris, église Saint-Paul-Saint-Louis.

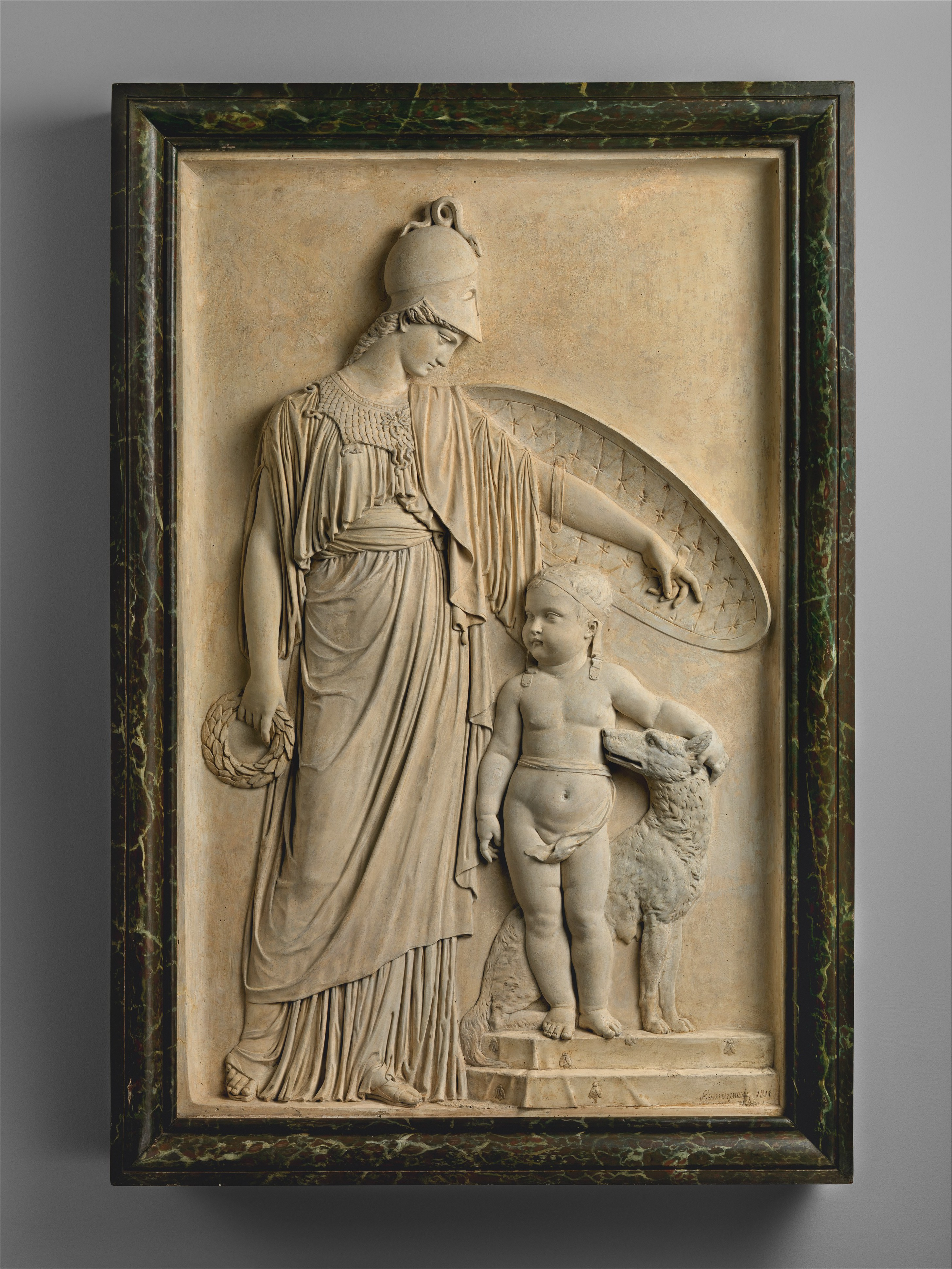
Minerve protégeant l'enfance du Roi de Rome, plâtre, New York, Metropolitan Museum of Art.

- La Paix, modèle en plâtre, Salon de 1808.
- L'Amour principe de la Vie, 1810[12].
- Minerve protégeant l'enfance du Roi de Rome, 1812[13], New York, Metropolitan Museum of Art.
- Buste de Louis XVIII, 1814[14].
- Buste du duc de Berry [ou du comte d'Artois], marbre, 1816, musée des beaux-arts de Bordeaux[15].
- Orphée chantant la guerre des dieux, statue, Salon de 1817, médaille d'or[16].
- Minerve protégeant la France, marbre, 1817, Toulouse, musée des Augustins[17].
- Fontenelle, buste en marbre, 1818, musée des beaux-arts de Rouen[18].
- Les Quatre Continents, quatre statues en carton-pierre pour le géorama des Capucines[19], 1826.
- Fontaine ornementale, place de la Trinité à Toulouse, 1826.
- Saint Paul et Saint Pierre, bustes en carton-pierre d'après Théophile Bra, 1842[20].
- Buste de Pothier, jurisconsulte d'Orléans[21].
- Buste de Fénelon[21].

### Illustrations
Henri Beraldi lui attribue des productions lithographiques, tout en citant son frère Narcisse, qu'il dit naître en 1796 et également auteur de « lithographies insignifiantes ». Il signale une publication entamée à partir de 1815, Les Aventures de Sapho, parue chez Didot et Godefroy Engelmann, qui serait la première illustrée par le procédé de gravure sur pierre.
- Cent feuilles d'études prises dans les quatre époques de la sculpture, 1831-1834.
- Établissement de sculpture en tous genres de M. Romagnesi, sculpteur, figuriste et ornemaniste, rue de Paradis-Poissonnière, lithographié par Vielle, vers 1838.